# Village People
Village People — американський диско-гурт.
Утворений навесні 1977 року у Нью-Йорку з ініціативи композитора і продюсера Жака Моралі (Jacques Morali). До складу гурту ввійшли вокалісти-танцюристи Феліпе Роуз (Felipe Rose; 12 січня 1955, Нью-Йорк, США), Александер Брайлі (Alexander Briley; 17 квітня 1951, Нью-Йорк, США), Глен Х'юз (Glenn Hughes; 18 липня 1950, Нью-Йорк, США), Девід Ходо (Devid Hodo; 7 липня 1950, Каліфорнія); Ренді Джонс (Randy Jones; 13 вересня 1951, Нью-Йорк, США) та Віктор Вілліс (Victor Willis; 1 липня 1951, Далас, Техас). Жак Моралі мав намір створити рок-танцювальний гурт, який би візуально звертався до гомосексуальних стереотипів і був визнаний гомосексуалами. Ще до утворення гурту Моралі уклав угоду з фірмою «Casablanca», яка стала популярною завдяки дискотечним хітам Донни Саммер.
Першим учасником формації Village People став Феліпе Роуз — танцюрист, що пропонував ритми «go-go» в індіанському костюмі. Слідом за ним до гурту ввійшли автори гей-композицій Філ Хертт та Пітер Вайтгед. Згодом розважливий менеджер добрав й інших. Всі учасники групи представляли стереотипи справжніх «macho», характерних для середовища гомосексуалів. Поряд з індіанцем на сцені можна було бачити, наприклад, ковбоя, полісмена, робітника, мотоцикліста чи вояка. 1977 року сингл «San Francisco (You Got Me)» у виконанні Village People потрапив до британського Top 50. Популярність гурту у США та Європі принесли чергові банальні твори, що спирались на дискотечні ритми: «Macho Man», «Y.M.C.A.» та «In The Navy». Проте гомосексуальна клієнтура швидко відвернулась від гурту, якому вдалося знайти ширше коло своїх прихильників.
1979 року Вілліса замінив Рей Сімпсон (Ray Simpson), 1980 року Джонса — Джефф Олсон (Jeff Olson). У цей період Village People здобули успіх піснями «Go West» та «Can't Stop The Music». Остання походила з невдалого однойменного фільму режисера Ненсі Вокер, у якому знялись учасники гурту і який з'явився у США у той час, коли шалена популярність диско-ритмів почала падати.
Намір групи стилістично наблизитись до «нових романтиків», а також часті зміни складу не допомогли Village People відродити колишній успіх. 1982 року на місце Сімпсона прийшов Майлз Джей (Miles Jaye), якому після розпаду гурту вдалось стати популярним завдяки ритм-енд-блюзовому синглу, а також альбомам «Miles» та «Irresistible».
Жак Моралі помер 11 листопада 1991 року у віці 44 років від СНІДу.

## Дискографія
- 1977: The Village People
- 1978: Macho Man
- 1978: Cruisin
- 1979: Go West
- 1979: Live N'Sleazy
- 1980: Can't Stop The Music (soundtrack)
- 1981: Renaissance
- 1985: New York City
- 1988: Greatest Hits
- 1990: Greatest Hits — Remix
- 1993: The Best Of Village People

### Miles Jaye
- 1989: Irresi Stible